# Schweizer Inline-Skaterhockeynationalmannschaft
Die Schweizer Inline-Skaterhockey-Nationalmannschaft ist die nationale Inline-Skaterhockey-Auswahlmannschaft der Schweiz. Sie repräsentiert den Schweizerischen Inline Hockey Verband (SIHV) auf internationaler Ebene bei der Inline-Skaterhockey-Europameisterschaft der IISHF.

## Kader 2011
| Torhüter              | Torhüter    | Torhüter    | Torhüter    | Torhüter    | Torhüter    | Torhüter    |
| Michael Berdat        |             |             |             |             |             |             |
| Raphael Friedli       |             |             |             |             |             |             |
| Stéphane Lambelet     |             |             |             |             |             |             |
| Joël Vuilleumier      |             |             |             |             |             |             |
| Roger Schnellmann     |             |             |             |             |             |             |
| Feldspieler           | Feldspieler | Feldspieler | Feldspieler | Feldspieler | Feldspieler | Feldspieler |
| Mathieu Cerf          |             |             |             |             |             |             |
| Cedric Dénervaud      |             |             |             |             |             |             |
| Aron Fassora          |             |             |             |             |             |             |
| David Fleury (C)      |             |             |             |             |             |             |
| Ludovic Koller        |             |             |             |             |             |             |
| Sébastien Mattioni    |             |             |             |             |             |             |
| Diego Moor            |             |             |             |             |             |             |
| Gilles Page           |             |             |             |             |             |             |
| Lionel Page           |             |             |             |             |             |             |
| Olivier Stammbach     |             |             |             |             |             |             |
| Alain Stebler         |             |             |             |             |             |             |
| Emmanuel Weiss        |             |             |             |             |             |             |
| Thomas Barraudy       |             |             |             |             |             |             |
| David Carrard         |             |             |             |             |             |             |
| Dylan Chuard          |             |             |             |             |             |             |
| Pietro Fassora        |             |             |             |             |             |             |
| Patrice Jacquemai (A) |             |             |             |             |             |             |
| Sébastien Koulmey     |             |             |             |             |             |             |
| Alain Menetrey        |             |             |             |             |             |             |
| Florian Monney        |             |             |             |             |             |             |
| Marcel Müller         |             |             |             |             |             |             |
| Marcel Muri           |             |             |             |             |             |             |
| Jérémie Spicher       |             |             |             |             |             |             |
| Daniel Vasile         |             |             |             |             |             |             |
| --------------------- | ----------- | ----------- | ----------- | ----------- | ----------- | ----------- |

| Trainer         | Luca Barozzi        |
| Co-Trainer      | Daniele Constantini |
| Teammanager     | Bernd Sundermann    |
| Torhütertrainer | Olivier Schrämmli   |
| Masseurin       | Domizia Belladelli  |
| Zeugwart        | Christian Sciarini  |
| Zeugwart        | Christian Orlando   |

## Bisherige Platzierungen
| Jahr | Ort                        | Platzierung        |
| ---- | -------------------------- | ------------------ |
| 1999 | Iserlohn                   | 3. Platz           |
| 2000 | Brighton                   | 3. Platz           |
| 2001 | Kopenhagen                 | Vize-Europameister |
| 2002 | Bussy                      | Europameister      |
| 2003 | Doncaster                  | Vize-Europameister |
| 2004 | Torquay                    | Europameister      |
| 2005 | Kaarst                     | Vize-Europameister |
| 2006 | Lugano                     | Vize-Europameister |
| 2007 | Steindorf am Ossiacher See | Europameister      |
| 2008 | Stegersbach                | 3. Platz           |
| 2009 | Lugano                     | Europameister      |
| 2010 | Lugano                     | Vize-Europameister |
| 2011 | Stegersbach                | 4. Platz           |